# Paraguraleus
Paraguraleus é um gênero de gastrópodes pertencente a família Mangeliidae.

## Espécies
- †Paraguraleus balcombensis (Powell, 1944)
- Paraguraleus emina (Hedley, 1905)
- Paraguraleus lucidus Laseron, 1954

Espécies trazidas para a sinonímia
- Paraguraleus alternatus Laseron, 1954: sinônimo de Antiguraleus alternatus (Laseron, 1954)
- Paraguraleus costatus'' (Hedley, 1922): sinônimo de Antiguraleus costatus (Hedley, 1922)
- Paraguraleus howelli Laseron, 1954: sinônimo de Antiguraleus howelli (Laseron, 1954)
- Paraguraleus permutatus (Hedley, 1922): sinônimo de Antiguraleus permutatus (Hedley, 1922)
- Paraguraleus serpentis Laseron, 1954: sinônimo de Antiguraleus serpentis'' (Laseron, 1954)
- Paraguraleus subitus Laseron, 1954: sinônimo de Antiguraleus subitus (Laseron, 1954)
- Paraguraleus tepidus Laseron, 1954: sinônimo de Antiguraleus tepidus (Laseron, 1954)